# Stina Rodenstam
Kristina (Stina) Maria Rodenstam, född Jansson, född 6 januari 1868 i Skuttunge församling, Uppsala län, död 10 april 1936 i Hudiksvalls församling, Gävleborgs län, var en svensk slöjd- och hushållslärare, hemslöjdspionjär och hemslöjdsorganisatör.

## Biografi
Stina Rodenstam var dotter till en bonde och växte upp i Skuttunge. Hon studerade vid Handarbetets Vänners vävskola under 1880-talet. Hon studerade till slöjdlärarinna vid Praktiska Arbetsskolan i Stockholm och utexaminerades 1891.
Hon gifte sig med Frans Rodenstam 1894 och flyttade till Hudiksvall. De fick två barn. I Hudiksvall startade Stina Rodenstam 1897 en privat slöjd- och hushållsskola, där också lärare utbildades.
Stina Rodenstam var initiativtagare till och drivande kraft inom Övre Hälsinglands Hemslöjdsförening, som bildades 1911. Hon var en av initiativtagarna till Svenska Hemslöjdsföreningarnas Riksförbund (SHR), som grundades 1912. Rodenstam blev 1922 den förste innehavaren av tjänsten som statens instruktör i hemslöjd.
Hon var ordförande i Föreningen för kvinnans politiska rösträtt i Hudiksvall.
1918 valdes hon in som stadsfullmäktige i Hudiksvalls stad på de moderatas lista. Hon var efter Alma Persson den andra kvinnan i denna befattning och den sista före den allmänna rösträttens införande på kommunal nivå 1919.